# Nglojo
Nglojo is een bestuurslaag in het regentschap Rembang van de provincie Midden-Java, Indonesië. Nglojo telt 2143 inwoners (volkstelling 2010).